# Triángulo cervical posterior
El triángulo posterior (o región cervical lateral) es una región del cuello.

## Límites
Cuenta con los siguientes límites:
- Vértice: Unión de los músculos esternocleidomastoideo y el trapecio en la línea nucal superior del hueso occipital
- Anterior: borde posterior del esternocleidomastoideo
- Posterior: borde anterior del trapecio
- Base: Medio tercio de la clavícula
- Techo: capa superficial de la fascia cervical profunda

## Divisiones
El triángulo posterior está atravesado, a unos 2,5 cm por encima de la clavícula, por el vientre inferior del músculo omohioideo, que divide el espacio en dos triángulos:
- un triángulo superior u occipital
- un triángulo inferior o subclavia (o triángulo supraclavicular)

## Contenido
A) Los nervios y Plexos:
- Nervio accesorio espinal (nervio craneal XI)
- Ramas del plexo cervical
- Raíces y troncos de plexo braquial
- Del nervio frénico (C3,4,5)

B) vasos sanguíneos:
- Arteria subclavia (Tercera parte)
- Arteria cervical transversa
- Arteria supraescapular
- Parte terminal de la vena yugular externa

C) los ganglios linfáticos:
- Occipital
- Supraclavicular

D) Músculos:
- Vientre inferior del músculo omohioideo
- Escaleno anterior
- Escaleno medio
- Escaleno posterior
- Elevador de la escápula
- Esplenio

## Significado clínico
El nervio accesorio (XI) es particularmente vulnerable a los daños durante la biopsia de los ganglios linfáticos. Resultados Daños en una incapacidad para encogen los hombros o elevar el brazo por encima de la cabeza (por ejemplo, para el cepillado del cabello), sobre todo debido a la comprometida inervación músculo trapecio.
Localización superficial del vena yugular externa dentro del triángulo posterior también hace más vulnerables a las lesiones. Es también el sitio del examen clínico de la presión venosa yugular.
La presión de la aurícula derecha se refleja en ella porque no hay válvula en todo el curso de esta vena y es recto, por lo tanto, utilizarse para examinar la presión venosa yugular.
Como vena yugular externa perfora la fascia, los márgenes de la vena consiguen adherente a la fascia. Así que si la vena se corta, no se puede cerrar y el aire es aspirado debido a la presión intratorácica negativa provoca la embolia de aire. Para evitar esto, fascia cervical tiene que ser cortada.

## Galería

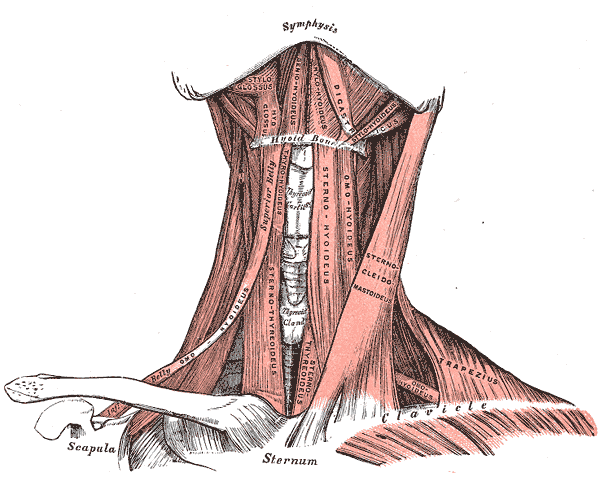
Los músculos del cuello. Vista anterior..
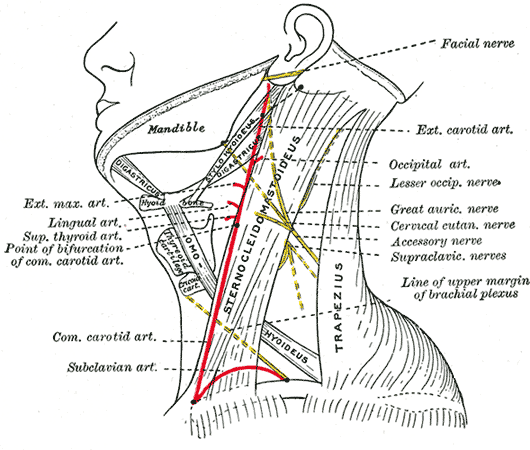
Triángulo posterior del cuello marcado. ( Triángulo anterior hacia la izquierda. Triángulo occipital  que esta en el centro a la izquierda.))